# Бархоут
Бархоут (на нидерландски: berghout, от на нидерландски: bergen – охранявам, на нидерландски: hout – дърво) е усилен ред дъски на външната обшивка в района на водолинията при ветроходните съдове или стоманен профил наварен на външната страна на пояса на стоманената обшивка на корпуса на съда в района на главната водолиния (ГВЛ) и/или по-горе. Бархоутът служи за защита на обшивката на корпуса на съда по време на швартовка, стоянка на причал, абордаж, тъй като излиза напред от обшивката и поема върху себе си първият удар (налягане) при докосването с причала или друг съд и така предпазва от повреди обшивката на корпуса на съда.
В наши дни се използва в основно само на малките съдове и ветроходите. Понякога стоманеният профил може да бъде наварен над главната водолиния или в два паралелни реда (често, един при главната водолиния, а втория на ширстречния пояс) в зависимост от обводите на корпуса с цел подобряване на защитата на корпуса на съда.
Външната обшивка на корпуса на съда и неговия палубен настил осигуряват здравина и водонепроницаемост.
Хоризонталните редове на листовете на външната обшивка се наричат пояси. Те имат следните названия:
- ширстрек – най-горният пояс на обшивката;
- страничен пояс или бархоут – пояс в района на главната водолиния (по-правилно е да се наричат бархоути профилите наварени за външната страна на листовете на обшивката на корпуса);
- скулов пояс – вървящ по скулата на корпуса на съда;
- килов или хоризонтален – средния дънен пояс;
- шпунтов пояс – пояс, съседен на киловия.

## Фотогалерия
<>
- Турският кораб „Orman Bayraktar“ в пролива Дарданели (срещу Чанаккале). Съдът има по два бархоута на всеки борд: един в района на главната водолиния, а втория на ширстречния пояс.
- Корабът „Ant“ в пристанището Месина. Освен обичайните бархоути при главната водолиния съдът има по два задигнати бархоута в района на кърмовите обводи по всеки борд (горният от тях е на ширстречния пояс) и един къс бархоут на кърмовия транец над котвения клюз.
- Циментовозът „Trader Arrow“ на котва в залива на турския кораборемонтен завод Тузла. 13 март 2009 г. Този съд няма обичайните бархоути по бордовете, но неговите носови скули имат два реда бархоути.
- Циментовозът „Trader Arrow“ на котва в залива на турския кораборемонтен завод Тузла. 13 март 2009 г. Явно, двата реда бархоути на носовите скули служат за усилване на обшивката на корпуса в мястото на първото докосване на съда с причала по време на швартовка.